# トロイ・ポラマル

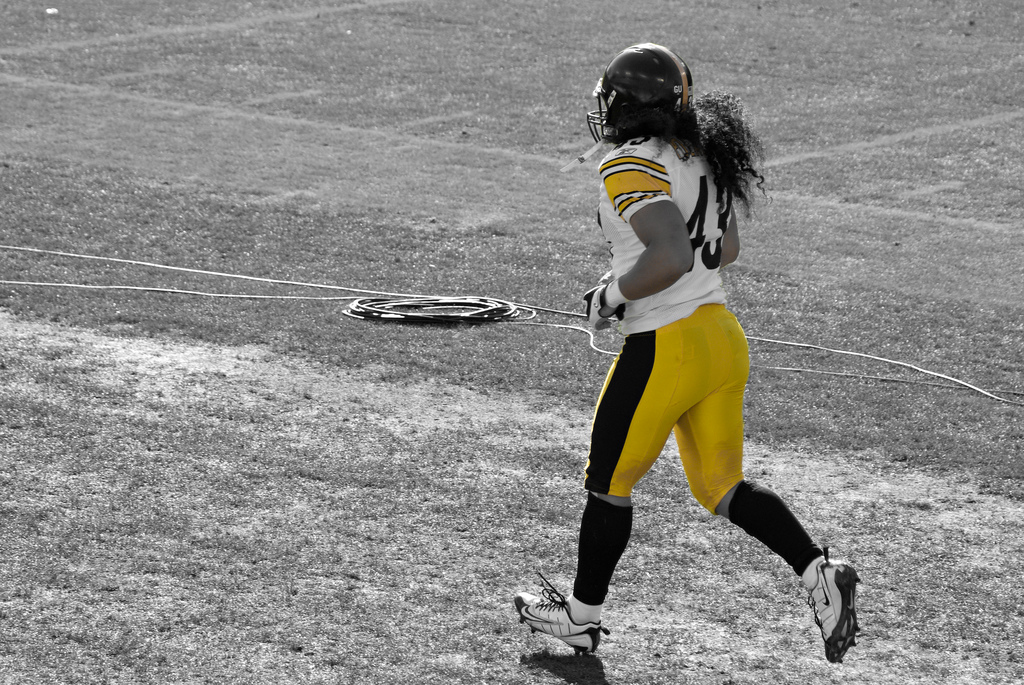
トロイ・ポラマル (2008年)

トロイ・ポラマル（Troy Aumua Polamalu , 1981年4月19日 - ）はアメリカ合衆国カリフォルニア州ガーデングローブ出身の元アメリカンフットボール選手。NFL選手としてのキャリアを一貫してNFLピッツバーグ・スティーラーズで過ごした。現役時代のポジションはストロングセイフティ(SS)。プロボウル選出8回の実績を持つリーグを代表する守備選手であった。サモア系アメリカ人。
2020年、プロフットボール殿堂入りした。

## 経歴

### プロ入りまで
高校時代はアメリカンフットボールだけではなく野球、バスケットボールでも活躍し、野球では中堅手として西海岸全体の優秀選手であった。
カレッジフットボールの名門南カリフォルニア大学（USC）にフットボールの奨学生として進学。USCではカーソン・パーマー（シンシナティ・ベンガルズ）、マット・キャセル（ニューイングランド・ペイトリオッツ）とルームメイトだった。1年次は控え選手としてセイフティやラインバッカーとして8試合に出場し2サック、2ファンブルフォース、パントブロック1回の成績を残した。2年次からは先発ストロングセイフティとなり、チーム2位の83タックル、チームトップタイの2インターセプトを記録し、オールパシフィック・テン・カンファレンスに選出された。3年次にはチームトップの118タックル（そのうち13回はロスタックル、サック1回を含む）、6パスブロック、3インターセプト、2タッチダウン、3パントブロック、2ファンブルフォースの成績をあげた。彼のあげたタックル数は大学のセイフティとしては1986年にティム・マクドナルドがあげた140以来の数字であった。この年チームはラスベガスボウルに出場し、ユタ大学との試合で彼は自己ベストの20タックル（12ソロタックル）をあげた。チームは6-10で敗れたが彼はMVPに選ばれた。
大学ではマーク・キャリアー以来となるオールアメリカンファーストチームのセイフティとなった。またプロフットボール・ニュース・ウィークリー、NFLドラフトレポートでファーストチームに、AP通信のセカンドチーム、フットボール・ウィークリーのサードチームにも選ばれた。
2002年も1試合を除き先発出場し、68タックル（9ロスタックル）、4パスブロック、1インターセプトを記録したが足首の負傷でアイオワ大学とのオレンジボウルは2プレーだけ出場し試合の大部分はサイドラインで過ごした。チームはディフェンスが相手を17点に抑え38-17で勝利した。この年もAP通信、ウォルター・キャンプ財団、ESPNのファーストチーム、スポーティング・ニュースのセカンドチームに選ばれた。大学からオールアメリカンに2度選ばれたのはトニー・ボセリ以来であった。この年もPac10のファーストチームに選ばれ全米（カレッジフットボール）ベストのディフェンスバックに与えられるジム・ソープ賞のファイナリストにもオハイオ州立大学のマイク・ドス、カンザス州立大学のテレンス・ニューマンと共に名前が残った。4年間で36試合に先発出場、278タックル（29ロス多タックル）、6インターセプト、13パスブロック、パントブロック4回が彼の残した成績であった。

### NFLドラフト
2003年のNFLドラフトでピッツバーグ・スティーラーズから1巡目（全体16位）指名を受けて5年間で827万5000ドルで契約し入団した。スティーラーズは当初、タンパベイ・バッカニアーズに所属する第37回スーパーボウルMVPとなったデクスター・ジャクソンを獲得しようとしていたがアリゾナ・カージナルスに奪われた結果、ポラマルの獲得が決まった。彼はドラフト候補のセイフティのトップ5と見られており、ロドニー・ハリソンを失ったサンディエゴ・チャージャーズ（15番目に指名権利があった。）による指名も考えられたがチャージャーズはトレードで指名権をフィラデルフィア・イーグルスに渡しスティーラーズが指名権を獲得した。スティーラーズは1巡目27番目、3巡目92番目、6巡目200番目のドラフト指名権と引き換えにカンザスシティ・チーフスの持っていた全体16番目の指名権を得ていた。スティーラーズからこの時トレードされた指名権でラリー・ジョンソン、ジュリアン・バトル、ブルックス・ボリンジャー（この指名権はニューヨーク・ジェッツにトレードされていた。）が指名された。スティーラーズがドラフト1巡目でディフェンスバックを指名したのは初のことであった。
大学最後の試合となるアイオワ大学とのオレンジボウルの試合開始前のウォームアップでハムストリングを痛めてほとんど出場できなかった彼はシニアボウルとNFLコンバインに参加することができなかった。彼はUSCのプロデイにパフォーマンスを見せてドラフトでの指名を得た。

### ピッツバーグ・スティーラーズ
1年目の2003年シーズンは主にスペシャルチームでの出場だった。彼はスペシャルチーム中最多のタックルをあげた。2年目の2004年シーズンから先発メンバーの座を確保し、プロボウルに初選出された（同年から5年連続で選出中）。翌2006年シーズンにはセイフティとしての1試合3サックのNFLタイ記録を達成し、大学時代のチームメートであるローファ・タトゥプのいるシアトル・シーホークスを破りスーパーボウル制覇を経験した。この年にはAP通信が選ぶオールプロのセカンドチームに選出された。2006年にはAP通信が選ぶオールプロファーストチームに選ばれ、翌年開催されたプロボウルでは初めて先発出場を果たし同地区のライバルであるボルチモア・レイブンズのエド・リードとコンビを組んだ。
2007年7月23日、トレーニングキャンプ開幕前に2011年まで当時NFLのディフェンスバックとしてトップの3019万ドルで契約を結んだ。ESPNのインタビューに対して彼は自分は何度も移籍するような選手にはなりたくないと明かした。このシーズンは膝やわき腹の故障に苦しみ、11試合の出場、QBサック、インターセプト共に0という結果に終わったが4年連続でプロボウルに選出された。シーズン終了後には、膝の手術を受けた。ポラマルは故障の原因を前年の無理なウェイトトレーニングだと考え、オフにチームから離れてUSC時代のトレーナーと専属契約を結び、ロサンゼルスで独自のトレーニングを行った。このシーズン中にスティーラーズ75周年記念で選ばれたオールタイムチームに彼も選出されている。
2008年シーズンはハムストリング痛でトレーニングキャンプに出遅れたが、開幕には万全の状態で間に合い、3年ぶりに全試合出場を果たした。また、自己最多の7インターセプトをマークした。ボルチモア・レイブンズとのAFCチャンピオンシップゲームの第4Qに相手QBジョー・フラッコからインターセプトを奪い、そのまま40ヤードのリターンTDを決めて試合を決定付けた。ラリー・フィッツジェラルド、カート・ワーナーとの対決が注目されたスーパーボウルではアシストタックル2回のみと目立たなかったが、スティーラーズは3年ぶりにスーパーボウル制覇を果たした。
2009年シーズンはテネシー・タイタンズとの開幕戦で左ひざを負傷し退場した。検査の結果内側側副靱帯を故障しており戦線を離脱した。診断の結果、手術の必要はなく3週間から6週間後に復帰できる見通しとなった。
2010年シーズンには第13週のボルチモア・レイブンズとの試合では第4Qにジョー・フラッコをサックしファンブルを誘発、第14週のシンシナティ・ベンガルズ戦では45ヤードのインターセプトリターンタッチダウンをあげるなどの活躍により2週連続でAFC最優秀守備選手に選ばれた。AFCの守備選手で2週連続選出されたのは1990年のブルース・スミス（バッファロー・ビルズ）以来のこと。この年アキレス腱の故障で2試合に欠場したものの63タックル、7インターセプト、1ファンブルフォースの活躍でシーズン最優秀守備選手に選出された。
2011年9月10日、スティーラーズと4年間最大3650万ドル（1050万ドルの保障）、2014年まで契約を延長した。9月11日のボルチモア・レイブンズとの開幕戦でのリッキー・ウィリアムズへの危険なタックルにより、NFLから1万5000ドルの罰金を科された。
2012年7月、『ダン・パトリック・ショー』で過去に8回か9回起こした脳震盪について、実際はそれ以上起こしていたが、チームスタッフにその事実を隠したことがあると告白した。
2013年、第12週のクリーブランド・ブラウンズ戦で4タックル、1サック、2ファンブルフォース、1ファンブルリカバーをあげて、週間MVPに選ばれた。プロボウルに選出された。
2015年4月10日、スティーラーズはポラマルが現役を引退することを正式に公表した。

## 現役時代の選手としての特徴
ボールを保持した選手を豪快なハードヒットで倒す激しいプレイが持ち味のリーグを代表するセイフティ。縦横無尽な動きで相手QBを悩ませ、ランディフェンスでもボールキャリアーの行く所に必ずポラマルの姿があると評された。
ディフェンスバックでありながらラインバッカー（LB）に近いポジションでこそ力を発揮する選手であった。特に、ランストップでは傑出した能力を誇り、「鉄のカーテン」と呼ばれるリーグ屈指のスティーラーズ守備陣の要であった。また、試合終盤に勝負を決めるINTを奪うなど、ここぞという場面で勝負強さを発揮した。

## 人物

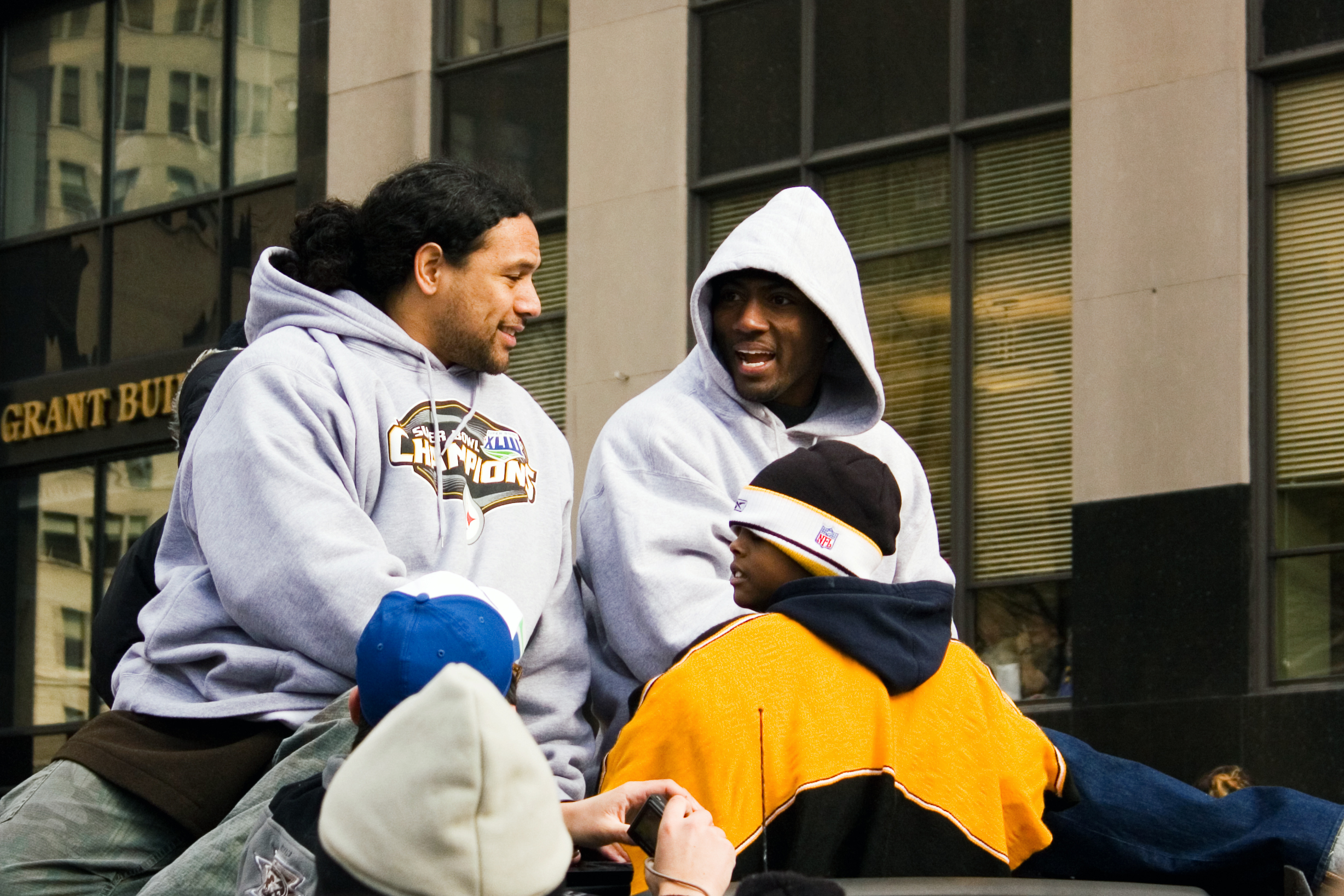
2009年スーパーボウル優勝パレードでのポラマル（左）

ヘルメットからはみ出すほど長く伸びたドレッドヘアーがトレードマーク。スティーラーズの選手ではエースQBベン・ロスリスバーガーやWRハインズ・ウォードをも凌ぐほどの絶大な人気を誇る。CBSのプレーオフ・プレゲームショーという番組の中で彼が最後に散髪をしたのは2000年であると答えている。
敬虔なクリスチャンであり、アウェーでの試合の前には度々教会を訪れている。巡礼への旅で、かつてギリシャやトルコを訪れたこともある。普段は神を信じる温厚な人柄のポラマルであるが、試合では普段とは違う強く激しい感情を持つように心がけているという。
彼は妻（USC時代のチームメートで元NFL選手のアレックス・ホームズの妹）の影響で正教会のクリスチャンであるがプレー後に十字を切るポーズではその教えどおりに右から左へ十字を切っている。
彼と家族はフットボールシーズンはピッツバーグで、オフシーズンはサンディエゴで過ごしている。
フィールド上での激しいプレーとは打って変わって普段は温厚な性格であり、マスコミのインタビューに対してもあまり姿を現さず、試合後にチームメイトと食事に出かけるよりも家族との時間を優先させるタイプである。趣味はガーデニング、家具作り、ピアノを弾くこと。
第43回スーパーボウル開催中、ミーン・ジョー・グリーンの有名なコカコーラのCMのリメイク版として彼が起用された。
マッデンNFL10 のカバーにアリゾナ・カージナルスのラリー・フィッツジェラルドと共に起用された。
ミネソタ・バイキングスのRBコーチのケネディ・ポラマルは彼のおじにあたり、別のおじはペンシルベニア州立大学でノーズタックルとして1984年から1988年までプレーしていた。また、プロ野球選手（捕手、外野手）で2023年にメジャーデビューしたブレイク・セイボルは親戚に当たる。